# 박승환 (1957년)
박승환(朴勝煥, 1957년 10월 8일, 부산광역시 ~ )은 대한민국의 변호사, 정치인이다. 제17대 국회의원을 지냈다.
제17대 국회의원 선거에서 한나라당의 공천을 받아 부산 금정구 선거구에 출마해 52.41%의 득표율을 기록하면서 당선됐고 제18대 국회의원선거에서 한나라당 후보로 부산광역시 금정구에 출마했지만 2위로 낙선하였다.

## 학력
- 1964.03 ~ 1970.02 전포국민학교 졸업
- 1970.03 ~ 1973.02 항도중학교 졸업
- 1973.03 ~ 1976.02 동래고등학교 졸업
- 1976.03 ~ 1983.02 부산대학교 법학과 졸업

### 비학위 수료
- ~ 1988 부산대학교 대학원 법학 박사 수료
- ~ 2000 위스콘신 대학교 법학 석사 졸업

## 경력
- 1985 제27회 사법시험 합격
- 1988 ~ 1999 박승환법률사무소 변호사
- 부산외국어대학교 겸임교수
- 한국해양대학교 강사
- 부산대학교 강사
- 2003 해양수산부 고문변호사
- ~ 2004 한국해양대학교 고문변호사
- 2004 ~ 2008 제17대 국회의원
- 2004.05 ~ 2006.05 국회 농림해양수산위원회 위원
- 2004.05 ~ 2006.05 국회 예산결산특별위원회 위원
- 2006 ~ 2008 한나라당 지방자치위원회 부위원장
- 2006 ~ 2008 한나라당 제4정책조정위 위원장
- 2006.06 제17대 국회 후반기 건설교통위원회 위원
- 2007 ~ 2008 이명박 대통령 후보 선대위 한반도대운하특별위원회 위원장
- 2010 ~ 2013 한국환경공단 이사장, CEO
- 2019.06 ~ 2020.02 자유한국당 법률자문위원회 자문위원
- 2021.12 ~ 2022.01: 국민의힘 선거대책위원회 중앙선거대책본부 조직총괄본부 시민사회본부장

## 수상
- 2011년 제51회 국제 가치경영 콘퍼런스 가치혁신 최고경영자상

## 역대 선거 결과
|  | 52.41% |

|  | 27.18% |

|  | 16.97% |